# Teroldego Rotaliano rosato
Il Teroldego Rotaliano rosato è un vino DOC la cui produzione è consentita nella provincia di Trento.

## Caratteristiche organolettiche
- colore: rosato, tendente al granato.
- odore: caratteristico, gradevolmente di fruttato.
- sapore: asciutto, sapido, leggermente amarognolo, con lieve gusto di mandorla.

## Produzione
Provincia, stagione, volume in ettolitri
- nessun dato disponibile